# 加通西托
加通西托（西班牙語：Gatuncito），是巴拿馬的城鎮，位於該國中西部，由貝拉瓜斯省的聖達菲區負責管轄，面積95.5平方公里，海拔高度781米，2010年人口1,315，人口密度每平方公里13.8人。